# 格里博姆
格里博姆是德国石勒苏益格－荷尔斯泰因州的一个市镇。总面积13.23平方公里，总人口443人，其中男性232人，女性211人（2011年12月31日），人口密度33人/平方公里。